# Danny Sonner
Daniel James „Danny“ Sonner (* 9. Januar 1972 in Wigan, England) ist ein ehemaliger nordirischer Fußballnationalspieler. Er spielte als Mittelfeldspieler und stand fast ausschließlich bei englischen Vereinen unter Vertrag. Auch spielte er bei keinem Verein seiner Profikarriere länger als zwei Jahre.
Sonner absolvierte für die nordirische Fußballnationalmannschaft 13 Länderspiele.